# Handball Trophy 2006-2007 (pallamano maschile)
L'Handball Trophy 2006-2007 è stata la terza edizione del torneo annuale organizzato dalla Federazione Italiana Gioco Handball.
È stato disputato da domenica 17 a martedì 19 settembre 2006 ed hanno partecipano le otto squadre iscritte al campionato di Serie A Élite 2006-2007.
Gli incontri si sono disputati al PalaSavena di San Lazzaro di Savena in provincia di Bologna.
La competizione prevedeva la disputa di due gironi eliminatori da quattro squadre ciascuno con la formula del girone all'italiana con incontri di sola andata; a seguire semifinali e finali.

## Girone A
| San Lazzaro di Savena 17 settembre 2006 | Merano | 25 – 19 | Indeco Conversano |  |

| San Lazzaro di Savena 17 settembre 2006 | Al.Pi. Prato | 19 – 14 | Junior Fasano |  |

| San Lazzaro di Savena 17 settembre 2006 | Al.Pi. Prato | 18 – 18 | Indeco Conversano |  |

| San Lazzaro di Savena 17 settembre 2006 | Junior Fasano | 16 – 15 | Merano |  |

| San Lazzaro di Savena 18 settembre 2006 | Indeco Conversano | 28 – 12 | Junior Fasano |  |

| San Lazzaro di Savena 18 settembre 2006 | Merano | 21 – 16 | Al.Pi. Prato |  |

|  |    | Classifica girone A | Pti | G | V | N | P | GF | GS | DR  |
|  | -- | ------------------- | --- | - | - | - | - | -- | -- | --- |
|  | 1. | Merano              | 6   | 3 | 2 | 0 | 1 | 61 | 51 | +10 |
|  | 2. | Indeco Conversano   | 4   | 3 | 1 | 1 | 1 | 65 | 55 | +10 |
|  | 3. | Al.Pi. Prato        | 4   | 3 | 1 | 1 | 1 | 53 | 53 | 0   |
|  | 4. | Junior Fasano       | 3   | 3 | 1 | 0 | 2 | 42 | 62 | -20 |

## Girone B
| San Lazzaro di Savena 17 settembre 2006 | Bologna | 22 – 20 | Forst Bressanone |  |

| San Lazzaro di Savena 17 settembre 2006 | Trieste | 19 – 17 | Italgest Salento d'Amare Casarano |  |

| San Lazzaro di Savena 17 settembre 2006 | Bologna | 21 – 21 | Italgest Salento d'Amare Casarano |  |

| San Lazzaro di Savena 17 settembre 2006 | Trieste | 25 – 18 | Forst Bressanone |  |

| San Lazzaro di Savena 18 settembre 2006 | Bologna | 22 – 21 | Trieste |  |

| San Lazzaro di Savena 17 settembre 2007 | Italgest Salento d'Amare Casarano | 22 – 15 | Forst Bressanone |  |

|  |    | Classifica girone B               | Pti | G | V | N | P | GF | GS | DR  |
|  | -- | --------------------------------- | --- | - | - | - | - | -- | -- | --- |
|  | 1. | Bologna                           | 7   | 3 | 2 | 1 | 0 | 65 | 62 | +3  |
|  | 2. | Trieste                           | 6   | 3 | 2 | 0 | 1 | 65 | 57 | +8  |
|  | 3. | Italgest Salento d'Amare Casarano | 4   | 3 | 1 | 1 | 1 | 60 | 55 | +5  |
|  | 4. | Forst Bressanone                  | 0   | 3 | 0 | 0 | 3 | 53 | 69 | -16 |

## Semifinali 1º - 4º posto
| San Lazzaro di Savena 18 settembre 2006 | Merano | 27 – 28 | Trieste |  |

| San Lazzaro di Savena 18 settembre 2006 | Bologna | 20 – 22 | Indeco Conversano |  |

## Semifinali 5º - 8º posto
| San Lazzaro di Savena 18 settembre 2006 | Al.Pi. Prato | 19 – 15 | Forst Bressanone |  |

| San Lazzaro di Savena 18 settembre 2006 | Italgest Salento d'Amare Casarano | 26 – 18 | Junior Fasano |  |

## Finale 7º - 8º posto
| San Lazzaro di Savena 19 settembre 2006 | Forst Bressanone | 19 – 16 | Junior Fasano |  |

## Finale 5º - 6º posto
| San Lazzaro di Savena 19 settembre 2006 | Italgest Salento d'Amare Casarano | 23 – 13 | Al.Pi. Prato |  |

## Finale 3º - 4º posto
| San Lazzaro di Savena 19 settembre 2006 | Bologna | 26 – 25 | Merano |  |

## Finale 1º - 2º posto
| San Lazzaro di Savena 19 settembre 2006 | Indeco Conversano | 37 – 32 | Trieste |  |

## Classifica finale
| Classifica | Squadre                           |
| ---------- | --------------------------------- |
| 1          | Indeco Conversano                 |
| 2          | Trieste                           |
| 3          | Bologna                           |
| 4          | Merano                            |
| 5          | Italgest Salento d'Amare Casarano |
| 6          | Al.Pi. Prato                      |
| 7          | Forst Bressanone                  |
| 8          | Junior Fasano                     |